# Booker T
Booker T. Huffman Jr., meglio conosciuto come Booker T (Plain Dealing, 1º marzo 1965), è un ex wrestler statunitense sotto contratto con la WWE, dove svolge il ruolo di commentatore di NXT.
Huffman è principalmente ricordato per i suoi trascorsi in World Championship Wrestling, World Wrestling Federation/Entertainment e Total Nonstop Action Wrestling, federazioni nelle quali ha vinto 35 tra i più importanti titoli del mondo. È il wrestler più decorato nella storia della WCW, avendo detenuto ventuno cinture tra cui cinque WCW World Heavyweight Championship, sei WCW World Television Championship e undici WCW World Tag Team Championship, in quest'ultimo caso con suo fratello Stevie Ray.
In WWE ha vinto una volta il World Heavyweight Championship, una volta l'Intercontinental Championship, tre volte lo United States Championship, due volte l'Hardcore Championship e tre volte il World Tag Team Championship; è stato inoltre il vincitore della diciassettesima edizione del King of the Ring 2006 e l'ottavo wrestler nella storia della federazione ad aver completato il Grand Slam (formato originale). Nel 2013 è stato inserito nella WWE Hall of Fame come wrestler singolo, mentre nel 2019 come parte degli Harlem Heat insieme al fratello Stevie Ray.

## Carriera

### World Championship Wrestling (1993–2001)
In WCW vinse 4 volte il WCW World Heavyweight Championship sconfiggendo atleti come Kevin Nash e Scott Steiner. Conquistò anche il titolo televisivo WCW per sei volte. Con il fratello Stevie Ray, Booker T vinse 10 volte il titolo di coppia WCW, sconfiggendo atleti come i Nasty Boys, gli Steiners e i Public Enemy. In WCW inventò anche il suo marchio di fabbrica, ovvero la "Spinaroonie", una mossa da ballo che spesso entusiasma gli spettatori.
I 4 regni da campione di Booker T in WCW furono relativamente corti: tutto ha inizio il 9 luglio 2000, nel corso del pay-per-view Bash at the Beach, quando l'head booker della federazione, Vince Russo, con l'aiuto di Jeff Jarrett umiliò Hulk Hogan licenziandolo in diretta televisiva. Russo nominò subito dopo Jeff Jarrett primo sfidante al titolo che venne riassegnato durante la stessa serata in un match improvvisato tra Double J e lo sfidante Booker T. L'atleta di colore, in uno dei main event più improbabili della storia della WCW, sconfigge Jarrett laureandosi campione. È l'anno delle "pazzie" di Russo, e il titolo passò di mano per ben 23 volte in 365 giorni. Il regno di Booker finì poco più di un mese dopo (il 28 agosto) per mano di Kevin Nash durante una puntata di Nitro. Booker T, ormai consolidatosi top face della federazione, riconquistò il titolo contro Nash in uno Steel Cage match nel corso del pay-per-view Fall Brawl, svoltosi il 17 settembre 2000. Il secondo regno di Booker T durò però appena 8 giorni: il 25 settembre a Nitro fu addirittura Vince Russo, in una delle mosse più azzardate che abbia mai compiuto, a sconfiggere Booker T in uno Steel Cage match laureandosi campione del mondo. Tuttavia Russo, resosi conto dell'errore fatto e soprattutto di non essere in grado di difendere la prestigiosa corona, la rese subito vacante.
Booker T conquistò il titolo per la terza volta la settimana successiva in un "San Francisco 49er Box Match" contro Jeff Jarrett e questa volta lo conservò per quasi due mesi, un vero e proprio record per la WCW di allora. Al pay-per-view Mayhem, Booker però fu costretto a cedere la cintura a Scott Steiner, vincitore di un altro Steel Cage match.
Booker rimase fuori dalla scena per un po', e al suo ritorno, nella puntata di Nitro del 26 febbraio 2001, si laureò primo sfidante al WCW United States Heavyweight Championship, titolo che vinse il 18 marzo contro Rick Steiner. Nel frattempo la WCW venne rilevata da Vince McMahon e dalla WWE. Si svolse quindi il 26 marzo 2001 l'ultima puntata di sempre di Nitro, durante la quale Booker T, campione degli Stati Uniti, sconfisse Scott Steiner, campione mondiale, conquistando il suo quarto titolo del mondo WCW.

#### Harlem Heat (1993–1997)
Booker e suo fratello Stevie Ray firmarono per la World Championship Wrestling dietro segnalazione di Sid Vicious, che li raccomandò alla dirigenza della federazione. Nell'agosto del 1993, la coppia debuttò con il nome Harlem Heat, e Booker fu rinominato Kole mentre Ray divenne Kane. Come tag team heel presero parte alla squadra di Harley Race e Col. Rob Parker nel WarGames match di Fall Brawl affrontando Sting, Davey Boy Smith, Dustin Rhodes e The Shockmaster. Furono sconfitti ma la loro performance fu ritenuta di alto livello.
Nel 1994 presero Sensational Sherri come manager, rinominandola "Sister" Sherri, e tornarono ad utilizzare i loro vecchi nomi Booker T e Stevie Ray. Entro la fine dell'anno, conquistarono il WCW Tag Team Championship sconfiggendo gli Stars and Stripes in dicembre. Dopo aver perso le cinture in favore dei The Nasty Boys, gli Harlem Heat le riconquistarono il 24 giugno 1995.
Successivamente ebbero un feud con due membri della "Stud Stable" del manager Col. Parker, "Dirty" Dick Slater & Bunkhouse Buck. Parker e Sherri ebbero una "relazione sentimentale" (kayfabe) e Parker finì per lasciare il management degli Stud Stable in favore degli Harlem Heat. Booker & Stevie Ray vinsero i titoli WCW World Tag Team all'evento Fall Brawl 1995, sconfiggendo Dick Slater & Bunkhouse Buck. Il loro terzo regno da campioni durò però soltanto un giorno, ma i due riconquistarono le cinture tag team nove giorni dopo battendo The American Males. Nella puntata del 24 giugno 1996 di Nitro, gli Harlem Heat sconfissero Lex Luger & Sting vincendo il titolo di coppia per la quinta volta.
Tre giorni dopo aver perso le cinture tag team contro gli Steiner Brothers, le riconquistarono sconfiggendo i fratelli Steiner il 27 luglio. Il 23 settembre Booker T & Stevie Ray furono sconfitti dai Public Enemy ma si ripresero i titoli il 1º ottobre. Questo fu il loro settimo titolo.
Il 27 ottobre persero il Tag Team Championship contro gli Outsiders. Successivamente, licenziarono il Col. Parker e diventarono dei face. Ebbero un breve feud con The Amazing French Canadians, il nuovo team di Col. Parker. Nel 1997 ci furono delle rivalità con Public Enemy, Steiner Brothers e nWo. Alla fine del 1997 licenziarono anche Sherri e aggiunsero una nuova manager, Jacqueline. Stevie restò fermo cinque mesi a causa di un infortunio a una caviglia e Jacqueline lasciò la compagnia per trasferirsi nella WWF. Booker T optò quindi per la divisione singola e vinse il titolo WCW World Television Championship sconfiggendo Disco Inferno il 29 dicembre 1997.

### World Wrestling Federation/Entertainment (2001–2007)

#### Invasion (2001–2002)
Quando la WCW fu venduta nel marzo 2001, Booker T lasciò la federazione come World Heavyweight Champion e United States Champion prima di approdare nella World Wrestling Entertainment; ciò avvenne a King of the Ring quando il lottatore di colore interferì nel Main Event attaccando Steve Austin.
Huffman difese il titolo mondiale WCW fino alla puntata di SmackDown! del 24 luglio 2001 dove venne sconfitto da Kurt Angle. Riconquistò il titolo WCW per la quinta volta appena una settimana dopo a Raw. Booker perse il titolo a Summerslam dove venne sconfitto da The Rock. Booker riuscì a rifarsi nella divisione di coppia dove vinse sia i titoli WCW che WWE assieme a Test.
In seguito, divenne uno dei wrestler di punta della federazione durante l'angle dell'Invasion che fu vinto alle Survivor Series dal Team WWF.
Sciolta l'alleanza, Booker rimase comunque un heel e si schierò dalla parte di Vince McMahon e Big Boss Man per poi ingaggiare durante dicembre una faida con Steve Austin al quale costò il titolo di campione indiscusso WWF. Austin ottenne, in seguito, la sua vendetta attaccandolo in un supermarket.
Alla Royal Rumble 2002, partecipò nell'omonimo match con il numero 30, resistette per 33 secondi venendo eliminato da Steve Austin. La prima apparizione di Booker T a WrestleMania fu nell'edizione numero X-8 e nell'occasione affrontò e perse contro Edge.
Nell'aprile 2002, in seguito alla divisione del roster in due show distinti, Booker T entrò a far parte del roster di Raw.

#### Alleanza con Goldust (2002–2003)
Formò un tag team con Goldust, che costò diversi match al duo. Con l'nWo oramai al comando della WWE, Booker T venne invitato a far parte del gruppo. Dopo che venne espulso dall'nWo, Booker t effettuò un Turn Face è formò un team con Goldust. A SummerSlam, Booker T e Goldust affrontarono gli The Un-Americans per i WWE World Tag Team Championship venendo sconfitti. A No Mercy, tentarono nuovamente l'assalto ai titoli di coppia contro Christian e Chris Jericho perdendo dopo che Jericho colpì Goldust con la cintura. Ad Armageddon, Booker T e Goldust vinsero i World Tag Team Championship sconfiggendo i team formati da Chris Jericho e Christian, Lance Storm e William Regal e i Dudley Boyz in un Fatal 4-Way Tag Team Elimination match. Mantennero le cinture per tre settimane, quando furono sconfitti da Lance Storm e William Regal. Dopo aver perso il rematch, decisero di separarsi amichevolmente.

#### Opportunità titolate (2003–2004)
Nel febbraio del 2003, vinse una Battle Royal eliminando per ultimo The Rock diventando nuovo contendente numero uno al World Heavyweight Championship detenuto da Triple H. A WrestleMania XIX, non riuscì a conquistare il titolo perdendo contro Triple H. A Backlash, Booker T, Shawn Michaels e Kevin Nash vennero sconfitti da Triple H, Ric Flair e Chris Jericho in un Six-man tag team match. A Judgment Day, prese parte alla Battle Royal per la riassegnazione del Titolo Intercontinentale ma venne eliminato per ultimo da Christian, nonostante quest’ultimo sia già stato eliminato dallo stesso Booker t ma non visto dall’arbitro il quale era svenuto. A Bad Blood, affrontò Christian per il titolo ma vinse solo per squalifica, di fatto Christian mantenne il titolo. Nella puntata di Raw del 7 luglio, Booker T conquistò il Titolo Intercontinentale sconfiggendo Christian. Un mese dopo, soffrì di un infortunio alla schiena, rimase fuori dalle scene fino ad ottobre.
Quando tornò nel novembre del 2003, si unì al Team Austin che fronteggiò il Team Bischoff alle Survivor Series, fu il Team Bischoff a vincere il match. Booker T iniziò un feud con Mark Henry reo di averlo eliminato alle Survivor Series e ad Armageddon, sconfisse Henry.
Alla Royal Rumble, prese parte al Royal Rumble match entrando con il numero 11, ma fu eliminato da Randy Orton. Il 16 febbraio 2004, Booker T e Rob Van Dam sconfissero Ric Flair e Batista conquistando i World Tag Team Championship. A WrestleMania XX, difesero le cinture battendo altri 3 team in un Fatal 4-Way Tag Team match. otto giorni più tardi ovvero il 22 marzo a Raw, persero i titoli per mano di Ric Flair e Batista.

#### Regni titolati (2004–2005)

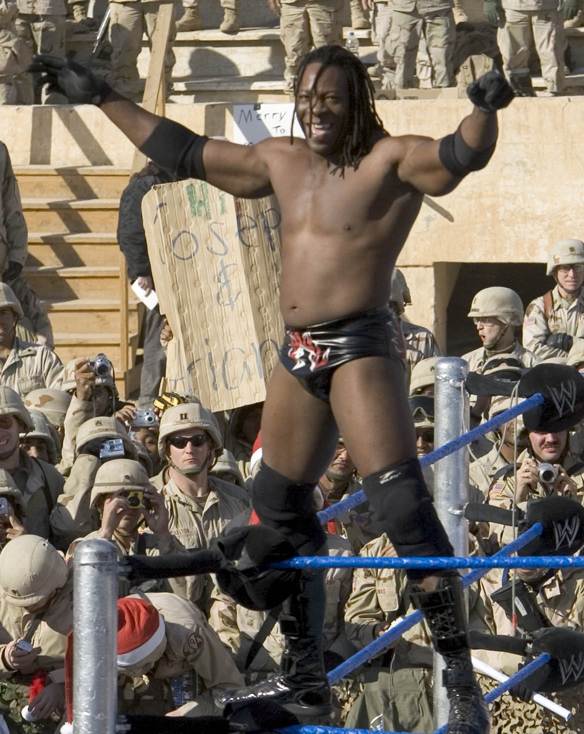
Booker T al Tribute to the Troops del 2004.

Nel marzo 2004, Booker T fu spostato a SmackDown!, per effetto della Draft Lottery. In realtà il nome di Booker T non fu tra quelli estratti direttamente dal GM di Smackdown (che invece estrasse quello di Triple H) ma fu inserito come contropartita per lo stesso HHH (che tornò così a Raw) assieme ai Dudley Boyz. Fin dal debutto nel nuovo roster, Booker T mostrò insofferenza, definendo Smackdown! uno "show di serie B" ed effettuando così un turn heel. Ebbe subito un diverbio con Eddie Guerrero, che affrontò la sera stessa per il WWE Championship: il match finì in squalifica in favore di Guerrero a causa dell'irruzione di John "Bradshaw" Layfield, che attaccò il messicano. Dopo alcune settimane, Booker T continuò il suo disappunto per la bassa qualità di SmackDown!, e si dichiarò la superstar più forte dello show. Ciò attirò l'attenzione di The Undertaker, con cui iniziò una faida. I due si affrontarono a Judgment Day, dove Undertaker prevalse. In seguito Booker T iniziò a puntare il WWE United States Championship detenuto da John Cena. A The Great American Bash, partecipò al Fatal 4-Way match per il titolo degli Stati Uniti che includeva anche René Duprée e Rob Van Dam ma Cena vinse la contesa schienando lo stesso Booker T. Il 6 luglio, a seguito di un attacco involontario, il General Manager Kurt Angle privò Cena del titolo e Booker T si vide assegnare d'ufficio il titolo da Angle. Poco tempo dopo, però, il nuovo GM, Theodore Long, dichiarò il titolo vacante. Booker T riuscì comunque a conquistare il titolo nella puntata di SmackDown! del 27 luglio in un 8-Way Elimination match che includeva anche Billy Gunn, Charlie Haas, John Cena, Kenzo Suzuki, Luther Reigns, René Duprée e Rob Van Dam.
Per decisione di Theodore Long, Booker T fu costretto ad affrontare nuovamente John Cena in un Best of Five Series per il titolo degli Stati Uniti appena vinto; a SummerSlam, Booker T venne sconfitto da Cena nel primo match. Nel secondo, durante un live even in Australia, Booker T pareggiò i conti in maniera scorretta. Sempre in maniera scorretta, Booker T si aggiudicò anche il terzo match, portandosi sul 2-1, ma Cena pareggiò in seguito. A No Mercy, infine, John Cena strappò il titolo a Booker T nella sfida definitiva. Dopo aver effettuato un turn face, Booker T tornò ad inseguire il WWE Championship contro JBL, che affrontò a Survivor Series dove venne sconfitto a causa dell'interferenza di Orlando Jordan (alleato di JBL). Ad Armageddon, Booker T partecipò al Fatal 4-Way match valido per il WWE Championship che comprendeva anche il campione JBL, Eddie Guerrero e The Undertaker ma il match venne vinto dallo stesso JBL. Alla Royal Rumble, prese parte al Royal Rumble match, ma fu eliminato. Iniziò una faida con Heidenreich che sconfisse per squalifica a No Way Out.
Booker T vinse la 30-Man Battle Royal di WrestleMania 21 eliminando per ultimi due dei membri del Roster di Raw, Viscera e Chris Masters. Successivamente, prese parte ad un torneo che determinò un nuovo contendente numero uno al WWE Championship rimanendo tra gli ultimi quattro finalisti. Dopo che Kurt Angle lo eliminò, Booker T restituì il favore costandogli il match contro JBL. Angle iniziò a perseguitare la moglie di Booker T, Sharmell. Questo portò al match tra i due a Judgment Day, con la vittoria di Booker T. Il 26 maggio a SmackDown!, partecipò alla "Winner Choice" Battle Royal, il vincitore poteva scegliere il suo avversario da affrontare nella successiva puntata di SmackDown!, Kurt Angle vinse e sfidò Sharmell. Booker T protestò e il match divenne un Handicap match, che vide Angle uscirne vincitore schienando Sharmell. La settimana successiva, Booker T ottenne la sua vendetta sconfiggendo Angle.

#### Varie faide (2005–2006)
Il 30 giugno a SmackDown!, JBL sconfisse Booker T, Christian, Muhammad Hassan, Chris Benoit e The Undertaker. Iniziò poi un feud con Christian culminato a The Great American Bash con la vittoria di Booker T.
A No Mercy, partecipò al Fatal 4-Way match valido per il WWE United States Championship contro Orlando Jordan, Christian e il campione Chris Benoit, dove fu quest'ultimo a vincere e a mantenere la cintura. Il 21 ottobre a SmackDown!, Booker T sconfisse Benoit grazie all'aiuto della moglie Sharmell vincendo per la seconda volta lo United States Championship, ai danni di Chris Benoit. Con l'aiuto della moglie, Booker T tornò ad essere un heel; verso la fine dell'anno, Booker T affrontò, a SmackDown!, Chris Benoit in un match dove i due si schienarono a vicenda. Il general manager Theodore Long, rese di nuovo vacante il titolo. Booker T affrontò in un Best of Seven Series (il meglio delle 7 sfide) Chris Benoit sul quale vinse i primi tre match ma il canadese riuscì presto a rifarsi ad Armageddon (per sottomissione e a SmackDown! (per squalifica). Il lottatore di colore riuscì a spuntarla grazie all'aiuto di Randy Orton, che sostituiva il lottatore di Houston negli ultimi match a causa di un infortunio avvenuto durante un House Show (incontri non trasmessi in TV), Booker T si aggiudicò di nuovo il titolo vincendo l'ultimo match su Chris Benoit per un punteggio di 4 match a 3. Tuttavia, il suo regno da campione degli Stati Uniti terminò al pay-per-view No Way Out, quando Chris Benoit glielo strappò nuovamente.
Booker T e Sharmell ebbero dei problemi con The Boogeyman, che li perseguitava da non poco tempo. A WrestleMania 22 lo affrontarono in un 2-on-1 Handicap match ma Boogeyman, dopo aver "baciato" Sharmell con la bocca piena di vermi e averla fatta fuggire, sconfisse il restante Booker con una Boogeyslam.

#### King of the Ring e World Heavyweight Champion (2006)

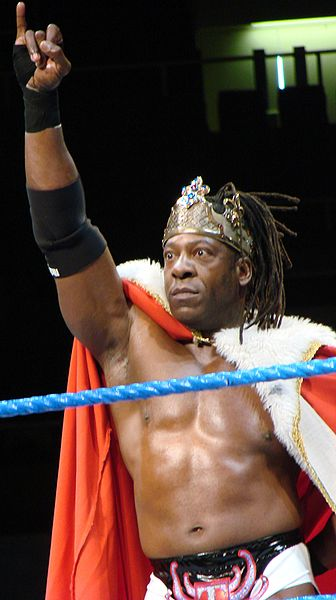
La caratteristica posa di King Booker

Booker T prese parte al torneo King of the Ring di SmackDown! arrivando in finale. La finale si svolse a Judgment Day dove Booker T sconfisse Bobby Lashley grazie anche all'aiuto di Finlay. Nelle successive edizioni di SmackDown!, Booker T cambiò nome in King Booker e si unirono a lui, come sudditi, Finlay e William Regal.
Dopo aver vinto il King of the Ring, King Booker continuò la sua faida con Lashley. Dopo che Lashley sconfisse John "Bradshaw" Layfield vincendo lo United States Championship, Booker iniziò a rincorrere il titolo sfidando Lashley in un match titolato. Nella puntata di SmackDown! del 30 giugno Booker T fu sconfitto da Lashley in uno Steel Cage match fallendo l'assalto al titolo. La settimana successiva, a SmackDown!, Booker vinse una Battle Royal diventando lo sfidante al World Heavyweight Championship detenuto da Rey Mysterio, e a The Great American Bash Booker sconfisse Mysterio diventando il nuovo World Heavyweight Champion grazie all'aiuto di Chavo Guerrero che colpì Rey con una sedia. Dopo la vittoria del titolo iniziò a proclamarsi King of the World (Re del Mondo) e con la conquista del titolo divenne il sedicesimo Triple Crown Champion e l'ottavo Grand Slam Champion nella storia della WWE. Iniziò successivamente una faida con Batista per il World Heavyweight Championship, i due affrontarono in un match a SummerSlam, dove Booker perse per squalifica a causa dell'intervento di Queen Sharmell che attaccò Batista, permettendo di fatto a King Booker di rimanere campione. A No Mercy difese il titolo in un Fatal 4-Way match contro Batista, Bobby Lashley e Finlay. Il 20 ottobre a SmackDown!, King Booker sconfisse Batista a causa di un'interferenza del WWE Champion John Cena proveniente da Raw e dell'ECW World ChampionBig Show proveniente dalla ECW. A Cyber Sunday King Booker mantenne con successo il titolo in un Triple Threat match contro John Cena e Big Show con l'aiuto di Kevin Federline. Successivamente, a Raw, senza un motivo apparente, attaccò John Cena (il quale si trovava sul ring assieme al rivale Edge) con l'aiuto di Finlay e Regal e lo costrinse a baciargli i piedi, umiliandolo.
Dopo Cyber Sunday, King Booker continuò la sua faida con Batista che terminò a Survivor Series, con una stipulazione speciale: in caso di vittoria di Booker, Batista non avrebbe mai più avuto un'opportunità titolata per il World Heavyweight Championship, mentre se Booker avesse perso per squalifica o count-out sarebbe stato privato del titolo automaticamente (su decisione del General Manager di SmackDown! Theodore Long); a vincere il match fu Batista, che divenne il nuovo campione dei pesi massimi. Ad Armageddon, Booker combatté in un tag team match assieme a Finlay contro John Cena e Batista, perdendo.

#### Ultime faide (2007)
Alla Royal Rumble, partecipò al Royal Rumble match, ma venne eliminato da Kane. Un frustrato King Booker rientrò però sul ring ed eliminò illegalmente Kane. Gli avvenimenti aI Royal Rumble match diedero dunque inizio a una faida con Kane che terminò a No Way Out con la vittoria di Kane. il quale venne però poi sconfitto da King Booker in un Money in the Bank Qualyfing match grazie all'aiuto di The Great Khali. A WrestleMania 23, King Booker non riuscì a conquistare la valigetta che fu vinta da Mr. Kennedy. Subito dopo WrestleMania fu costretto a lasciare per un periodo il ring per guarire da un infortunio e per giustificare tale avvenimento la WWE organizzò una storyline che portò Booker ad aggredire The Undertaker, il quale reagì schiantandolo sul tavolo dei commentatori con una Tombstone Piledriver.
Nella puntata di Raw dell'11 giugno, King Booker (insieme a Queen Sharmell) venne trasferito dal roster di SmackDown! a quello di Raw. Il 16 luglio King Booker fece la sua entrata sul ring utilizzando la musica d'ingresso di Triple H The King of Kings e il suo video d'entrata. In quella stessa sera King Booker dichiarò che né Triple H né Jerry Lawler potevano essere conosciuti come "il Re". Booker iniziò così una faida con Lawler, sconfiggendolo nella puntata di Raw del 6 agosto dove il perdente avrebbe dovuto incoronare il vincitore la settimana seguente. La settimana successiva a Raw, durante il momento dell'incoronazione, Lawler si rifiutò affermando che Triple H fosse ancora un re e annunciando che King Booker avrebbe affrontato Triple H a SummerSlam. A SummerSlam, Booker perse contro il rientrante Triple H. Nella puntata di Raw del 27 agosto, King Booker combatté il suo ultimo match in WWE contro il WWE Champion John Cena in un non-title match, in cui perse per squalifica a causa di un'interferenza di Randy Orton.
Il 16 ottobre 2007, la WWE annunciò sul suo sito internet che Booker T e sua moglie Sharmell non facevano più parte della compagnia. L'allontanamento dalla compagnia, nell'aria sin da giugno 2007, subì una brusca accelerazione in seguito alla sospensione del wrestler conseguente ad una sua presunta violazione del Wellness program della federazione.

### Total Nonstop Action Wrestling (2007–2009)
Huffman è comparso nel backstage della Total Nonstop Action Wrestling in occasione delle registrazioni di Impact! in onda il 1º novembre e l'8 novembre.
L'11 novembre 2007 Booker T ha debuttato nella TNA come partner misterioso di Sting contro il TNA World Heavyweight Champion Kurt Angle e Kevin Nash.
Durante la faida con Samoa Joe ha iniziato a farsi aiutare da Sting. A settembre 2008 si è autodichiarato primo TNA Legend Champion. Nel pay-per-view di TNA Destination X del 9 marzo 2009 perde il titolo contro A.J. Styles ma a TNA Victory Road del 19 luglio 2009, vince il TNA World Tag Team Championship con Scott Steiner.
A Bound for Glory 2009, Booker T e Scott Steiner perdono i TNA World Tag Team Championship a favore della British Invasion (Brutus Magnus e Doug Williams) in un Full Metal Mayhem Match che vedeva coinvolti anche Beer Money, Inc. (James Storm e Robert Roode) e Team 3D, Booker T durante il match cade rovinosamente dalla scala e viene portato fuori in barella lasciando il compagno Scott Steiner solo sul ring.
Nell'edizione di Impact! del 22 ottobre 2009, successiva a Bound for Glory, viene annunciato che Booker T non fa più parte della compagnia. In 3 anni di permanenza ha vinto un TNA World Tag Team Championship in coppia con Scott Steiner e detenuto, senza averlo mai vinto in quanto creato da lui stesso, il TNA Legends Championship. Il motivo del suo abbandono può essere dato dalle scelte del booking team che Booker T non condivideva; con lui lascia la TNA anche la moglie Sharmell.

### Ritorno in WWE (2011–presente)

#### Match sporadici e commentatore (2011–2012)
All'edizione della Royal Rumble del 2011, il 30 gennaio, Booker T entra con il numero 21 al 40 Man Royal Rumble Match, ma subito dopo viene eliminato dal Nexus, più precisamente da Mason Ryan. Booker T firma un nuovo contratto con la WWE, per cui non vestirà i panni di wrestler, ma svolgerà vari ruoli, come il commentatore e il road agent. Il 4 febbraio debutta come commentatore di Smackdown a tempo pieno, inoltre svolge il ruolo di allenatore nel programma condotto da Steve Austin, Tough Enough. Nella puntata di Raw del 6 giugno, Booker T risponde alla sfida lanciatagli da Jack Swagger e torna sul ring, vincendo per count-out. Successivamente, il 5 time WCW Champion inizia un Feud con Cody Rhodes basato sulle critiche di Booker T nei confronti del giovane Rhodes. Nella puntata di SmackDown del 9 dicembre, Theodore Long ha sancito un match fra i 2 per il titolo intercontinentale. A WWE TLC, dopo due attacchi da parte di Rhodes, uno nel backstage e l'altro nella rampa di fronte al ring, perde il match con in palio il titolo intercontinentale. Nell'ultima puntata di Raw del 2011, quella del 26 dicembre, batte però Rhodes nel rematch senza titolo in palio. Nella puntata di Smackdown del 6 gennaio perde contro Cody Rhodes in un match con il titolo in palio. Nella puntata di Raw del 26 marzo Booker T salva Teddy Long da Mark Henry rifilandogli la Scissor Kick. Alla fine gli viene chiesto da Long di entrare nel suo team per Wrestlemania 28 e accetta, urlando la sua famosa frase «Now can you dig that, sucka?» ed eseguendo una Spin-a-Roonie. A Wrestlemania 28, lui e il resto del Team Long vengono sconfitti dal Team Laurinatis in un 12 man tag team match per stabilire quale General Manager avrebbe avuto il controllo di entrambi gli show.

#### General manager diSmackDown(2012–2013)
Il 3 agosto il Chairman della WWE Vince McMahon annuncia tramite il sito ufficiale della Federazione che Booker T sarà il nuovo General Manager di Smackdown. Il 17 agosto indice una Battle Royal tutta al femminile, per determinare la nuova assistente del GM. La vincitrice si rivela essere Eve Torres che elimina per ultima Kaitlyn diventando dunque, la nuova assistente ufficiale del General Manager Booker T. Successivamente Booker T viene coinvolto nella feud, riguardante il World Heavyweight Championship, tra il campione Sheamus e lo sfidante Alberto Del Rio. Il GM di Smackdown viene coinvolto soprattutto nella feud precedente al pay-per-view Night Of Champions, dove Del Rio tenta, con un inganno, di far credere a Booker che il Brogue Kick di Sheamus vada bandito perché pericoloso per la salute altrui, sostenendo che il suo ring announcer Ricardo Rodriguez, colpito "accidentalmente" dalla mossa finale dell'irlandese, abbia riportato danni fisici e psicologici gravi, se non irreversibili. Booker crede nelle parole di Del Rio e bandisce il Brogue Kick, dando un notevole vantaggio a Del Rio per il match a Night Of Champions. Ma poco dopo l'entrata dei due avversari nella serata del PPV, Booker annuncia che dopo accurate analisi il Brogue Kick non ha motivo di essere bandito, così Sheamus, tornato in possesso della sua mossa finale, mantiene il titolo contro Del Rio vincendo il match. Nella Puntata di WWE Raw dedicata agli slammy awards consegna il premio del momento più scioccante a Kofi Kingston anche se prima viene interrotto dal ritorno di The Boogeyman il quale lo guarda molto terrorizzato giacché sono stati rivali in passato.

#### Ritorno al commento e apparizioni sporadiche (2013–presente)
Nella puntata di Raw del 18 marzo 2013 viene annunciata la sua introduzione nella WWE Hall of Fame. La cerimonia si è tenuta il 6 aprile 2013 a New York, il giorno prima di WrestleMania 29. Si assenta dagli show, lasciando il ruolo di general manager provvisorio di SmackDown a Theodore Long, per operarsi a causa di un infortunio al gomito che gli ha provocato un'infezione al tricipite. Durante la puntata di SmackDown del 19 luglio il chairman Vince McMahon nomina Vickie Guerrero nuova general manager dello show blu dopo aver valutato il lavoro di Theodore Long e Booker T. Da allora effettua apparizione nel backstage di entrambi gli show Raw e SmackDown, oltre a presenziare come opinionista durante i kick-off dei pay-per-view.
Nel gennaio 2015, a seguito dello spostamento di Jerry Lawler al commento di SmackDown, Booker torna al commento di Raw. Dopo essere stato l'allenatore di Tough Enough viene spostato al commento di SmackDown dopo essere stato sostituito da Byron Saxton a Raw.
Dal 2016 è ospite come opinionista nei pre-show dei pay-per-view. Inoltre combatte saltuariamente nella Reality of Wrestling, federazione fondata e gestita da lui e dalla moglie Sharmell.
Il 6 ottobre 2022 venne annunciato il ritorno di Booker T come telecronista di NXT.
Il 28 gennaio 2023, alla Royal Rumble, partecipò al match omonimo entrando col numero 21 ma venne eliminato da Gunther dopo neanche un minuto.

## Sospensione per doping
Nell'agosto 2007 Booker Huffman è stato sospeso per sessanta giorni dalla WWE: il wrestler è stato identificato come cliente della Signature Pharmacy, società sotto inchiesta per aver venduto senza regolare ricetta medicinali e sostanze dopanti. Booker T ha sempre negato di aver acquistato o utilizzato sostanze illegali e di essere mai stato cliente della Signature Pharmacy.

## Altri media
Nel 2001 è apparso in una puntata della serie televisiva americana Streghe (episodio 3.12, Wrestling con i demoni), nel ruolo del demone wrestler Thunder, insieme ai colleghi Scott Steiner e Buff Bagwell.
Ha preso parte come coach della sesta edizione di WWE Tough Enough insieme a Billy Gunn e Lita, reality in cui 13 concorrenti si affrontano per ottenere un premio in denaro e un contratto da wrestler in WWE.

## Personaggio

### Mosse finali

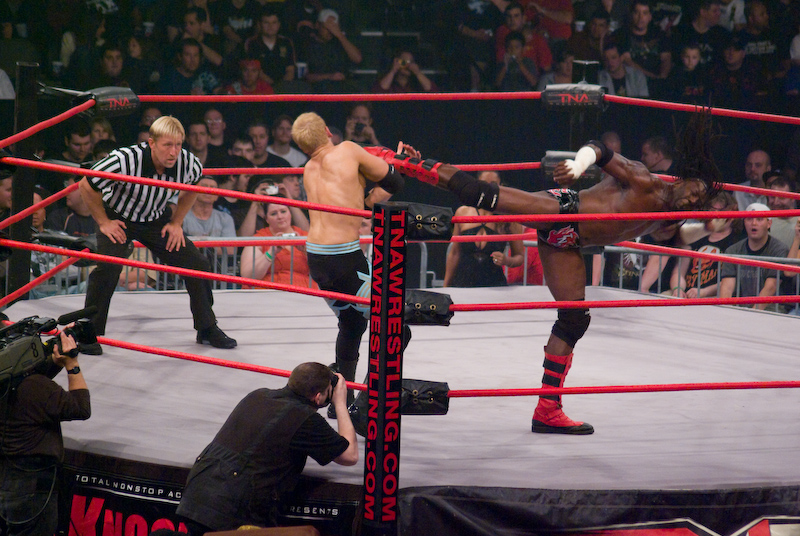
Booker T esegue un superkick su Christian Cage

- Axe Kick (WCW) / Scissors kick (WCW/WWF/E/TNA) - a volte dalla terza corda
- Book End (Kneeling side slam)
- Harlem Hangover (WCW) / Houston Hangover (WWF/E) (Diving somersault leg drop)
- Heat Seeker (Missile dropkick) – WCW
- Booker Special

### Soprannomi
- "The Book"
- "Booker Man"
- "The Champion of Champions"
- "King"

## Titoli e riconoscimenti
- Cauliflower Alley Club

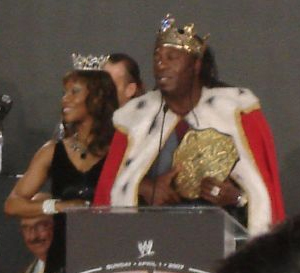
King Booker con il World Heavyweight Championship assieme a Queen Sharmell

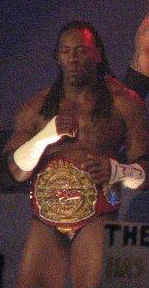
Booker T con il TNA Legends Championship, titolo che ha vinto una volta con 143 giorni di regno

  - Tag Team Award (2018) – con Stevie Ray
- George Tragos/Lou Thesz Professional Wrestling
  - Hall of Fame (classe del 2018)
- Global Wrestling Federation
  - GWF Tag Team Championship (3) – con Stevie Ray
- Las Vegas Pro Wrestling
  - LVPW UWF Heavyweight Championship (1)
- Prairie Wrestling Alliance
  - PWA Heavyweight Championship (1)
- Pro Wrestling Illustrated
  - Tag Team of the Year (1995, 1996) - con Stevie Ray
  - Most Improved Wrestler of the Year (1998)
  - Inspirational Wrestler of the Year (2000)
  - 5º tra i 500 migliori wrestler singoli nella "PWI Years" (2001)
- Reality of Wrestling
  - ROW Tag Team Championship (1) – con Stevie Ray
- Southern Championship Wrestling Florida
  - SCW Florida Southern Heavyweight Championship (1)
- Texas All-Pro Wrestling
  - TAP Heavyweight Championship (1)
- Total Nonstop Action Wrestling
  - TNA Legends Championship (1)
  - TNA World Tag Team Championship (1) – con Scott Steiner
  - TNA Year End Awards (2)
    - Memorable Moment of the Year (2007) - debutto in TNA
    - Who To Watch in 2008 (2007)
- World Championship Wrestling
  - WCW World Tag Team Championship (10) – con Stevie Ray
  - WCW World Television Championship (6)
  - WCW World Heavyweight Championship (5)
  - WCW United States Heavyweight Championship (1)
  - WCW Triple Crown Champion

- World Wrestling Federation/Entertainment
  - World Tag Team Championship (3)[14] – con Goldust (1), Rob Van Dam (1) e Test (1)
  - WWE United States Championship (3)
  - WWF Hardcore Championship (2)
  - World Heavyweight Championship (1)
  - WCW Championship (1)
  - WCW Tag Team Championship (1) – con Test
  - WWE Intercontinental Championship (1)
  - WWE Hall of Fame (classe del 2013)
  - WWE Hall of Fame (classe del 2019) – con Stevie Ray come membro degli Harlem Heat
  - King of the Ring (edizione 2006)
  - Triple Crown Champion
  - Grand Slam Champion (vecchio formato)

- Wrestling Observer Newsletter
  - Most Underrated (2002)
  - Worst Television Announcer (2017)